# Мідницький замок
Мідницький замок знаходиться в поселенні Мідники, Вільнюський район, Литва. Найбільший за площею замок типу «кастель» в Литві.

## Історія
Замок побудований в XIV столітті. В письмових джерелах згадується з 1385 року. Стіни замку охоплюють площу в 2 га і утворюють неправильний чотирикутник. Довжина північної стіни — 128,7 м, східної — 161,2 м, південної — 127,7 м, західної — 147,9 м. Замок побудований на рівнині, з північного боку до нього примикає болото. Висота стін сягала 14-15 м, товщина у фундаменту — 1,8-1,9 м, вгорі — 1,6 м. У північно-східному куті споруджена головна п'ятиповерхова вежа. Ще одна вежа знаходилася із зовнішнього боку південної стіни, у її середині. У замку спочатку були четверо воріт (по одним воротам в кожній стіні).
Згідно зі свідченням  Зиґмунда Герберштайна, в 1517 році Мідницький, як і сусідній Кревський замок, були уже покинуті. Пізніше в ньому знаходились будівлі державного маєтку, управителем яких в 1531—1538 рр. і 1543 році, був королівський писар Михайло Василевич.

## Замок сьогодні
З 2004 року замок належить Тракайському історичному музею. В кінці вересня 2012 року замок відкрився після реконструкції, тут розташувалася колекція мисливських трофеїв президента Альгірдаса Бразаускаса і експозиція, присвячена історії замку. Відкрито вихід на пряслаю що примикають до донжону стін, а в теплу пору — і на верхній майданчик донжона.

## У мистецтві

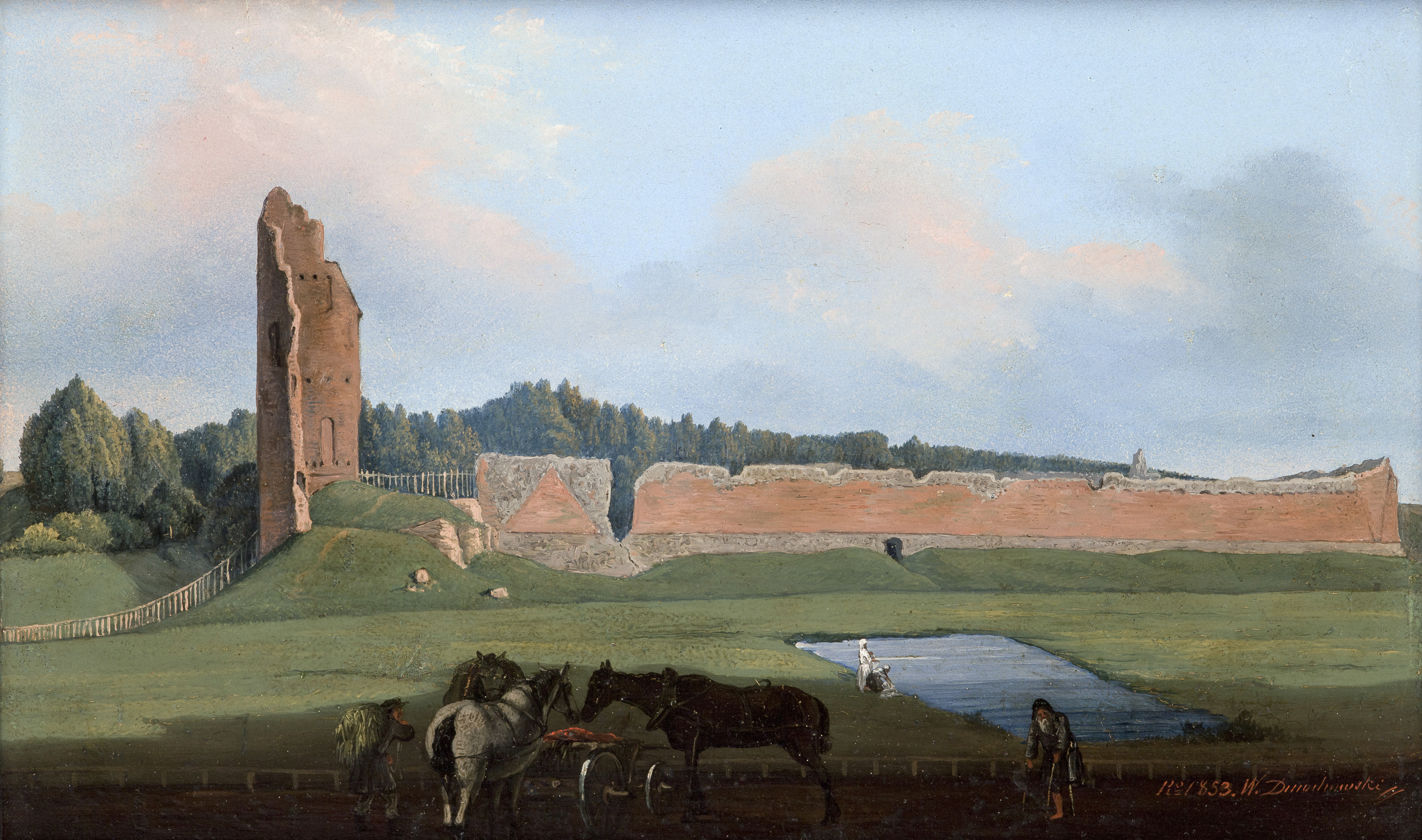
В. Дмаховскій . Руїни замку в Мідниках. 1853 рік.
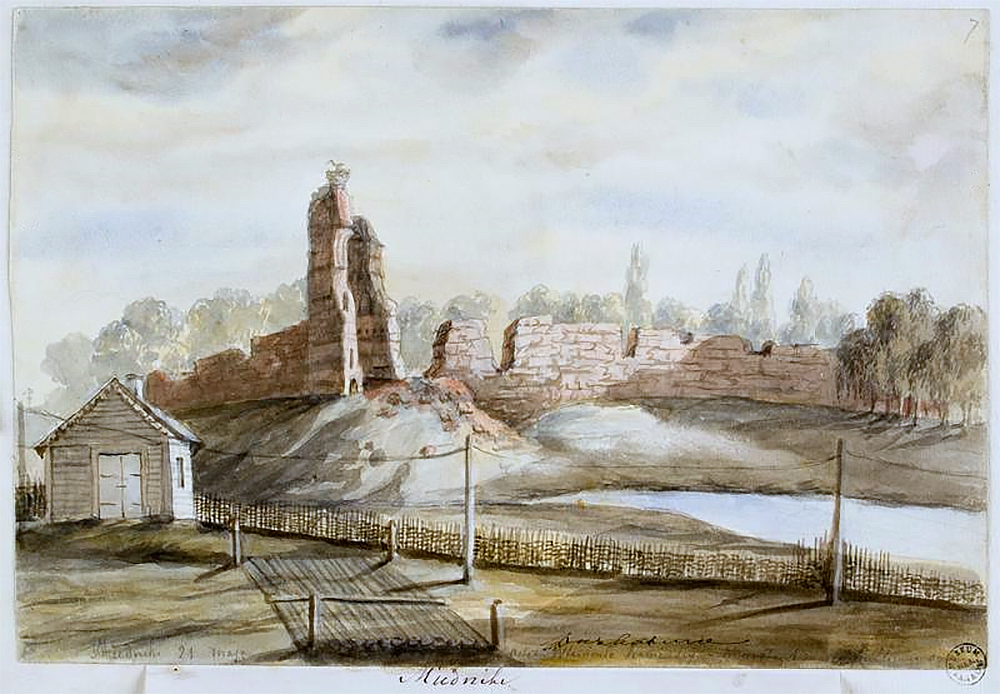
Н. Орда . Мідницький замок. 2-га пол. XIX століття.
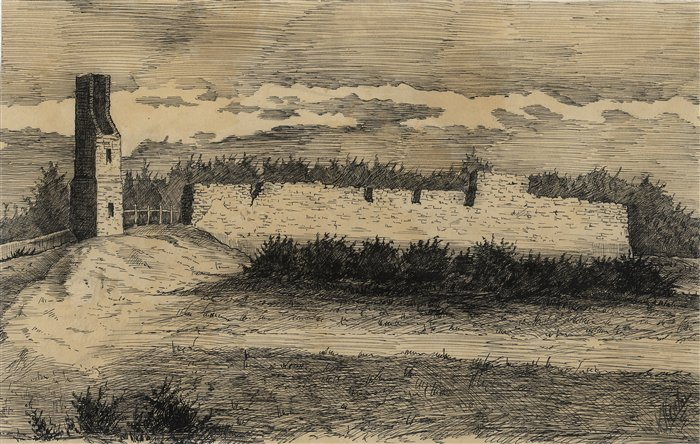
Невідомий художник . Мідники. 1876 рік.
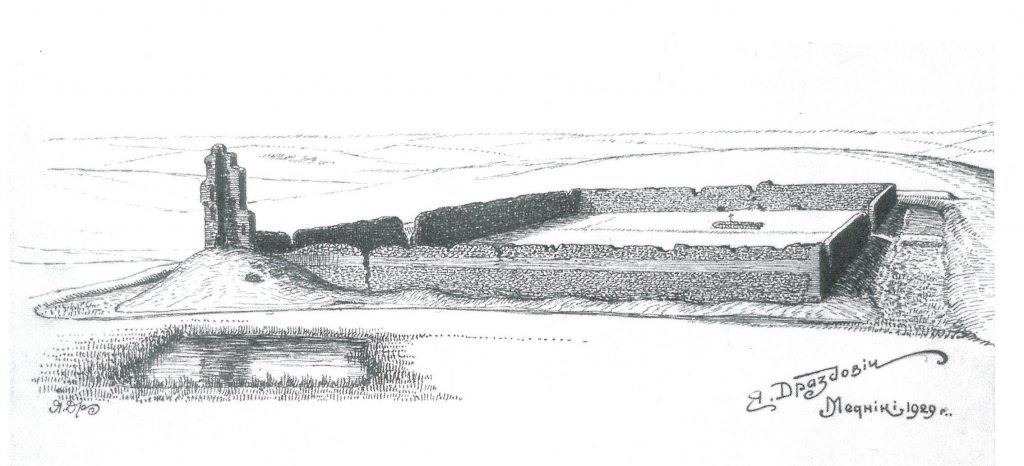
Й. Дроздович . Мідники. 1929 рік.